# Dreamworld (Patricia Paay)
Dreamworld is een muziekalbum van Patricia Paay uit 1983. Het verscheen zowel op elpee als muziekcassette. In 1998 werd het opnieuw uitgebracht op cd.
Op het album zijn covers van stage & screen te horen. Hoewel theater- en filmmuziek meestal geschreven is als achtergrondmuziek, is de bekendheid soms groot en is het soms geschreven door wereldbekende componisten. Twee van Paays singles die van dit album afkwamen, bereikten de hitlijsten: Tomorrow, dat afkomstig is uit de musical Annie, en Solitaire, een nummer van Neil Sedaka waar tientallen covers van zijn uitgebracht. Het album zelf bereikte nummer 37 in de Albumtop.
Het werk werd geproduceerd door Jaap Eggermont en voor de muziek werkte onder meer het Koninklijk Concertgebouworkest mee. Achtergrondzangeressen waren haar zus Yvonne Keeley en Sylvana van Veen (in dit jaar brachten ze als het trio The Star Sisters hun eerste platen uit), Jody Pijper en Julya Lo'ko.

## Nummers
| Nr. | naam                                      | schrijver                                                                   | duur |
| --- | ----------------------------------------- | --------------------------------------------------------------------------- | ---- |
| A1  | Premiére                                  | John Timperley en Les Reed                                                  | 3:08 |
| A2  | Summer (The first time)                   | Bobby Goldsboro                                                             | 4:47 |
| A3  | What becomes of love                      | George Barrie en Sammy Cahn                                                 | 2:30 |
| A4  | Love is (a stranger)                      | John van Katwijk, Patricia Paay, De Schepper (Johan Verminnen) en Will Tura | 2:55 |
| A5  | Maybe this time                           | Hazell Dean                                                                 | 3:34 |
| B1  | Dance: 10; looks: 3                       | Edward Kleban en Marvin Hamlisch                                            | 3:07 |
| B2  | Solitaire                                 | Neil Sedaka en Phil Cody                                                    | 4:28 |
| B3  | I can't give back the love I feel for you | Ashford & Simpson en Brian Holland                                          | 3:55 |
| B4  | For once and for all                      | John van Katwijk en Patricia Paay                                           | 4:00 |
| B5  | Tomorrow                                  | Charles Strouse en Martin Charnin                                           | 3:10 |